# Zimowe graffiti 2
Zimowe graffiti 2 – album studyjny polskiego zespołu Lady Pank. Wydawnictwo ukazało się 10 listopada 2017 roku nakładem wytwórni muzycznej Universal Music Polska.

## Lista utworów
CD 1
| Nr  | Tytuł utworu             | Długość |
| --- | ------------------------ | ------- |
| 1.  | „Rodzice”                | 4:09    |
| 2.  | „Hej Hosanna”            | 3:19    |
| 3.  | „Świąteczne prezenty”    | 4:33    |
| 4.  | „List”                   | 3:45    |
| 5.  | „O nas”                  | 4:02    |
| 6.  | „Otuleni”                | 4:24    |
| 7.  | „Własne niebo”           | 3:22    |
| 8.  | „Srebrne myśli”          | 3:54    |
| 9.  | „Najjaśniejsza z gwiazd” | 3:44    |
| 10. | „Ukojenie”               | 4:12    |
|     |                          | 39:24   |

CD 2
| Nr  | Tytuł utworu                            | Długość |
| --- | --------------------------------------- | ------- |
| 1.  | „Rodzice” (Instrumental)                | 4:20    |
| 2.  | „Hej Hosanna” (Instrumental)            | 3:20    |
| 3.  | „Świąteczne prezenty” (Instrumental)    | 4:35    |
| 4.  | „List” (Instrumental)                   | 3:45    |
| 5.  | „O nas” (Instrumental)                  | 4:03    |
| 6.  | „Otuleni” (Instrumental)                | 4:25    |
| 7.  | „Własne niebo” (Instrumental)           | 3:26    |
| 8.  | „Srebrne myśli” (Instrumental)          | 3:55    |
| 9.  | „Najjaśniejsza z gwiazd” (Instrumental) | 3:44    |
| 10. | „Ukojenie” (Instrumental)               | 4:10    |
|     |                                         | 39:43   |

## Twórcy albumu
- Janusz Panasewicz – śpiew
- Jan Borysewicz – gitara, wokal wspierający, produkcja
- Krzysztof Kieliszkiewicz – gitara basowa
- Kuba Jabłoński – perkusja
- Wojciech Olszak – keyboard (gościnnie)
- Marcin Nowakowski – saksofon (gościnnie)
- Maciej Durczak – produkcja, management
- Wojciech Olszak – miksowanie, produkcja
- Grzegorz Piwkowski – mastering
- Mariusz Mrotek – oprawa graficzna

## Listy sprzedaży
| Lista | Kraj   | Pozycja |
| ----- | ------ | ------- |
| OLiS  | Polska | 8       |